# Pterostichus vermiculosus
Pterostichus vermiculosus är en skalbaggsart som beskrevs av Ménétriés. Pterostichus vermiculosus ingår i släktet Pterostichus och familjen jordlöpare. Inga underarter finns listade i Catalogue of Life.